# Wei Yili
Wei Yili (en chino: 魏轶力; 24 de junio de 1982) es una deportista china que compitió en bádminton, en la modalidad de dobles.
Participó en dos Juegos Olímpicos de Verano, obteniendo una medalla de bronce en Pekín 2008, en la prueba de dobles (junto con Zhang Yawen), y el cuarto lugar en Atenas 2004. Ganó cuatro medallas en el Campeonato Mundial de Bádminton entre los años 2001 y 2007.

## Palmarés internacional
| Juegos Olímpicos   | Juegos Olímpicos         | Juegos Olímpicos  | Juegos Olímpicos |
| Año                | Lugar                    | Medalla           | Prueba           |
| ------------------ | ------------------------ | ----------------- | ---------------- |
| 2008               | Pekín (China)            | Medalla de bronce | Dobles           |
| Campeonato Mundial |                          |                   |                  |
| Año                | Lugar                    | Medalla           | Prueba           |
| 2001               | Sevilla (España)         | Medalla de plata  | Dobles           |
| 2003               | Birmingham (Reino Unido) | Medalla de plata  | Dobles           |
| 2006               | Madrid (España)          | Medalla de plata  | Dobles           |
| 2007               | Kuala Lumpur (Malasia)   | Medalla de bronce | Dobles           |